# Белоголовая птица-мышь
Белоголо́вая пти́ца-мышь (лат. Colius leucocephalus) — вид птиц из семейства птиц-мышей. Она обитает в Восточной Африке и отличается серовато-кремовым оперением, белым хохолком и длинным хвостом. Питается в небольших стаях; рацион включает фрукты и ягоды. Информация о сезоне размножения преимущественно основана на тушках птенцов из различных музейных коллекций. Предположительно, птицы строят чашеобразное гнездо в густом колючем кустарнике и откладывают три яйца тускло-белого цвета. Несмотря на редкость, численность вида остаётся стабильной и Международный союз охраны природы относит его к видам под наименьшей угрозой.
Белоголовая птица-мышь была описана Антоном Райхеновым в 1879 году. Международный союз орнитологов относит её к роду Colius и выделяет два подвида.

## Описание
Птица небольших размеров с длинным хвостом: общая длина составляет 29—31 см, из которых около 20 см приходится на хвост. Масса тела номинативного подвида Colius leucocephalus leucocephalus — 31—42 г у самцов и 28—39 г у самок (средняя масса — 35 г), длина крыла составляет 84—91,5 мм у самцов и 83—90 мм у самок, длина хвоста — 185—242 мм и 167—229 мм, цевки — 19,5—22 мм и 19—21,5 мм, клюва — 10,1—14 мм и 9,5—12 мм соответственно. Подвид Colius leucocephalus turneri немного крупнее номинативного. Масса тела составляет 43—53 г у самцов и 30—47 г у самок, длина крыла — 85—94 мм и 85—92 мм, длина хвоста — 194—252 мм и 153—248 мм, цевки — 20—22,5 мм и 19,5—22,3 мм, клюва — 10,2—12 мм и 9,5—11 мм соответственно. По словам Герберта Шифтера (Herbert Shifter), этому подвиду принадлежит рекорд птиц-мышей по длине хвоста — самые длинные перья достигали 252 мм, некоторые более высокие показатели связаны с другим способом измерения длины хвоста.
Оперение белоголовой птицы-мыши сероватое; макушка с хохолком и щёки окрашены в кремово-белый цвет; в верхней части спины белая полоса. Этот вид отличается от других птиц-мышей поперечными пестринами, которые бывают лишь у некоторых подвидов бурокрылой птицы-мыши (Colius striatus). Хвост длинный и жёсткий; в отличие от остальных представителей рода Colius, в хвосте белоголовой птицы-мыши не 12, а 10 рулевых перьев. У номинативного подвида белая полоса на спине часто скрыта крыльями, которые, как и хвост, окрашены в голубовато-серый цвет; горло птиц розовато-коричневое, грудь и бока бордово-охристые, живот бледно-охристый; на горле и груди небольшие пестрины. Радужка глаза коричневая, кожа около глаз черновато-серая, надклювье светло-серое с тёмным кончиком, подклювье ещё светлее с желтоватым кончиком. Кожа на ногах и пальцах окрашена в цвета от розовато- до ярко-красных, что также характерно для красноспинной птицы-мыши и тропических подвидов бурокрылой. Молодые птицы отличаются белым хохолком, бледными горлом и грудью; полосы на спине и горле очень слабые или отсутствуют; у них зелёное надклювье и серое подклювье, бледно-розовые ступни и ноги. У подвида C. l. turneri оперение спины, горла и кроющих перьев крыла темнее, пестрины на задней части шеи выражены сильнее, а розовый цвет встречается лишь в верхней части груди и по бокам. Виктор ван Сомерен отмечал также белый, а не кремовый, хохолок в передней части и тёмно-серый в затылочной; серые, а не коричневые, щёки. Половой диморфизм в расцветке у обоих подвидов отсутствует.
Для птиц характерна социальная чистка перьев, когда одна особь ухаживает за перьями (преимущественно на голове) другой. При этом две птицы могут сидеть на разных сторонах одного листа. Такое поведение, а также ночёвка тесной стаей из 11 особей на кусте акации высотой до 2 м, наблюдались 22—23 июля 1973 года в национальном заповеднике Самбуру. Линька белоголовой птицы-мыши, как и у других птиц-мышей, происходит беспорядочно. Смена первостепенных маховых перьев начинается поздним летом и продолжается до весны, пересекаясь с сезоном размножения.
Белый хохолок, черноватая маска и розовато-коричневое горло являются отличительными признаками белоголовой птицы-мыши в дикой природе. Птицы встречаются исключительно в стаях, как и белошапочный сорокопут Рюппеля (Eurocephalus rueppelli), который также обладает белой макушкой и чёрной маской, но отличается белым надхвостьем и коротким тёмным хвостом.
В качестве вокализации белоголовой птицы-мыши упоминаются жалобные крики, при встрече с людьми птица издаёт сигнал «rit-rit». Шифтер отмечал, что птицы перелетают очень кучно, но не синхронизируют полёт с помощью звуковых сигналов, как это делает, например, синешапочная птица-мышь (Urocolius macrourus).

## Распространение
Белоголовая птица-мышь обитает в Восточной Африке. Ареал, площадь которого (англ. Estimated extent of occurrence) составляет 749 000 км², включает районы Эфиопии, Кении, Сомали и Танзании. Селится в зарослях колючих кустарников, в полузасушливых районах вблизи водоёмов. Ведёт оседлый образ жизни, возможны кочёвки. Подвид C. l. turneri обитает выше номинативного, обычно встречается на высоте 300—1000 м над уровнем моря. Вместе с тем оба подвида могут встречаться на высоте до 1300 — 1400 м. В округе Исиоло C. l. turneri отмечали на высоте 1370 м над уровнем моря, а номинативный подвид на высоте 1300 м лишь в 8 км от Исиоло (21 июля 1973 года).
Белоголовая птица-мыщь является наименее изученным представителем семейства. С момента описания белоголовой птицы-мыши в 1879 году и до 1919 года учёные полагали, что птицы обитают исключительно вдоль побережья. Белоголовую птицу-мышь отмечали в низовьях реки Тана, на реке Джубба и в низовьях Уэби-Шабелле. C. l. leucocephalus встречается на юго-востоке Эфиопии, на юге Сомали, на юго-востоке Кении и северо-востоке Танзании (западнее горы Килиманджаро и севернее горы Меру, включая окрестности реки Пангани). В 1919 году ван Сомерен обнаружил птиц во внутренних районах на севере Кении (Эвасо-Нгиро) и выделил их в отдельный подвид. C. l. turneri встречается только в северных и центральных районах Кении юго-восточнее озера Рудольф и парка Марсабит до округа Исиоло, включая подножие горы Кения.
В Самбуру на одном фруктовом дереве, помимо белоголовой птицы-мыши, можно встретить бурокрылую и синешапочную птиц-мышей. Шифтер отметил при этом, что птицы не контактируют между видами, так как они разлетелись в разные стороны, при этом белоголовая птица-мышь является самой скрытной из них. Обычно она прячется в густых кустах или деревьях высотой 1—4 м, лишь изредка появляясь на открытых ветках.
Вид является довольно редким, преимущественно встречаясь вдоль водотоков. Предположительно, её ареал белоголовой птицы-мыши можно разделить на четыре участка. Птицы чаще встречаются на южном побережье Сомали и почти отсутствуют на границе с Эфиопией. В самой Эфиопии птицы ранее считались распространёнными, однако известно лишь одно подтверждённое наблюдение за белоголовой птицей-мышью в этой стране. Также птицы редки в Кении. Вместе с тем птиц стали отмечать в национальном парке Амбосели, что может указывать на расширение ареала. При недостатке информации численность считается стабильной. Международный союз охраны природы относит белоголовых птиц-мышей к видам, вызывающим наименьшие опасения (LC).

## Питание
О питании белоголовых птиц-мышей известно очень мало. Основу рациона составляют сочные плоды, в особенности паслён (Solanum), а также почки и цветы акации (Acacia). Шифтер упоминал, что цветущая акация привлекает особое внимание белоголовой птицы-мыши и, возможно, является её любимым лакомством. Кроме того, птиц отмечали кормящимися на кустах сальвадоры (Salvadora).
Птицы кормятся в стаях по 6—11 особей. В 1973 году учёные наблюдали на паслёне стаи по 9 и 11 особей, собранные из нескольких пар, при этом одинокая птица переговаривалась с кем-то в зарослях. Шифтер описывал, что птицы могут балансировать на тоненьких веточках и питаться из любого положения.

## Размножение
В разных странах кладка яиц белоголовой птицы-мыши происходит в разное время. В Сомали её отмечали в июле, на юго-западе Кении — в июне — августе, в центральных районах Кении в июне — июле, в Танзании вдоль реки Пангани — в феврале, в мае — июле и в ноябре. Ван Сомерен нашёл на юго-востоке Кении кладку с птенцами номинативного подвида в августе 1918 года и предположил, что птицы откладывают яйца в этом регионе в июле — августе. В музейных коллекциях хранится птенец, полученный в мае на севере Танзании, и ещё один, возрастом 4 недели, полученный 4 марта 1956 года севернее Меру (также в Танзании). Шифтер в 1976 году писал, что гнёзд подвида C. l. turneri обнаружено не было, а молодые птицы из округа Исиоло, по-видимому, появились на свет в июне — июле.
Чашеобразное гнездо обычно расположено в густом колючем кустарнике или на дереве. Для его строительства используются веточки и мягкие материалы. Предположительно, кладка состоит из трёх яиц тускло-белого цвета. Шифтер писал о птенце возрастом чуть более четырёх недель, которого подкармливали родители. Молодая птица имела более короткий хвост и зеленоватый клюв. Другая информация о размножении белоголовой птицы-мыши в дикой природе отсутствует.
Весной 1991 года белоголовая птицы-мышь отложила яйца в зоопарке Хьюстона. Самка не покидала их даже во время чистки авиария. К моменту, когда птенцы покинули гнездо, самому младшему из них было лишь 13 дней. После успешного размножения птицы были перемещены в другой авиарий, где пять из шести особей погибли от сепсиса, а последнюю птицу усыпили из-за подозрения в той же болезни. Более поздние попытки размножения в США не увенчались успехом. В зоопарке Берлина в августе 1998 года на свет появилось два птенца, один из которых немного не дожил до того, чтобы покинуть гнездо. В последующие годы было несколько успешных попыток размножения белоголовой птицы-мыши в этом зоопарке, а с 2005 года — в частном авиарии в Великобритании.

## Систематика
Белоголовая птица-мышь была описана немецким орнитологом Антоном Райхеновым в 1879 году на основе экземпляра, полученного в низовьях реки Тана 23 октября 1878 года. Видовое название leucocephalus образовано из двух греческих слов: др.-греч. λευκός — белый и др.-греч. κέφαλος — голова; в переводе означает «белоголовый». В 1919 году Виктор ван Сомерен на основании нескольких экземпляров в своей коллекции и коллекции Британского музея выделил подвид C. l. turneri. В середине XX века выделение птиц на севере Кении в отдельный подвид было поставлено под сомнение, а британский орнитолог Чарлз Уайт в 1965 году посчитал C. l. turneri синонимом номинативного. Шифтер в 1976 году смог исследовать достаточное количество музейных экспонатов белоголовых птиц-мышей, чтобы подтвердить выделение северо-западной популяции в отдельный подвид, однако он отмечал, что для особей из Сомали нужно точно знать, в какой части страны добыт экземпляр.
Международный союз орнитологов выделяет два подвида белоголовой птицы-мыши:
- Colius leucocephalus leucocephalus Reichenow, 1879 — юг Эфиопии и Сомали, от юго-востока Кении до северо-востока Танзании;
- Colius leucocephalus turneri Van Someren, 1919 — север Кении.

При разделении птиц-мышей на два рода по морфологическим признакам белоголовая птица-мышь имеет заметное сходство с белоспинной (Colius colius) , бурокрылой (Colius striatus) и красноспинной (Colius castanotus) птицами-мышами. Шифтер упоминает сходство с бурокрылой птицей-мышью в расцветке оперения и клюва, серой зоне без перьев вокруг глаз, особенностях вокализации и цвета яиц. Однако белоголовая птица-мышь обладает пятью парами рулевых перьев, что сближает её с Urocolius, в то время как у остальных Colius их шесть пар. Белоголовая птица-мышь более приспособлена к засушливым районам Восточной Африки, чем остальные Colius, и также напоминает этим синешапочную птицу-мышь (Urocolius macrourus), с которой их часто отмечали в одних районах. Шифтер при этом не связывал белоголовую птицу-мышь близкородственными отношениями с другими представителями рода. Он полагал, что бурокрылая птица-мышь, по-видимому, распространилась на запад континента, где из неё выделилась красноспинная. Белоголовая и красноспинная птицы-мыши развивались обособленно на востоке и на юге континента соответственно, а белоспинная птица-мышь, по-видимому, — параллельно им в Южной Африке. Другой точки зрения придерживался Уайт, который объединил всех Colius в один надвид, называя белоголовую птицу-мышь его «засушливым представителем для Сомали» («англ. Somali arid representative»). Шифтер на это заметил, что белоголовая птица-мышь делит ареал с некоторыми подвидами бурокрылой, и отсутствие межвидовых гибридов указывает на то, что включение этих видов в один надвид маловероятно.